# بالوما مامي
بالوما روسيو كاستيلو أستورغا    ( نيويورك ، 11 نوفمبر 1999 ) ، المعروفة فنيًا باسم بالوما مامي ، هي مغنية أمريكية من أصل تشيلي لموسيقى البوب اللاتينية والريغيتون والتراب اللاتيني . حققت شعبية في عام 2018 بعد إطلاقها أغنيتها الفردية الأولى " Not Steady " ، بعد استعراضها لبرنامج المواهب Rojo . في مارس 2021 ، نشر أول ألبوم استوديو له Sueños de Dalí .